# Kanton Pont-Sainte-Maxence
Kanton Pont-Sainte-Maxence (fr. Canton de Pont-Sainte-Maxence) je francouzský kanton v departementu Oise v regionu Hauts-de-France. Skládá se z 23 obcí. Před reformou kantonů 2014 ho tvořilo 13 obcí.

## Obce kantonu
od roku 2015:
| - Les Ageux - Angicourt - Barbery - Bazicourt - Beaurepaire - Brasseuse - Brenouille - Cinqueux - Monceaux - Montépilloy - Ognon - Pontpoint | - Pont-Sainte-Maxence - Raray - Rhuis - Rieux - Roberval - Rully - Sacy-le-Grand - Sacy-le-Petit - Saint-Martin-Longueau - Villeneuve-sur-Verberie - Villers-Saint-Frambourg |

před rokem 2015:
- Brasseuse
- Beaurepaire
- Fleurines
- Pontpoint
- Pont-Sainte-Maxence
- Raray
- Rhuis
- Roberval
- Rully
- Saint-Vaast-de-Longmont
- Verberie
- Verneuil-en-Halatte
- Villeneuve-sur-Verberie